# John Quill
Pour les articles homonymes, voir Quill.
Pas d'image ? Cliquez ici

a Compétitions nationales et continentales officielles uniquement.

b Matchs officiels uniquement.
Dernière mise à jour le 29 avril  2021.
John Quill, né le 10 mars 1990 à Youghal, est un joueur américano-irlandais de rugby à XV.

## Biographie
John Quill naît à Youghal d'une mère américaine et d'un père irlandais. Il débute le rugby à 6 ans, mais joue aussi au football gaélique et au hurling. Il est formé à la Christian Brothers Secondary School de Youghal, puis rejoint le Cork Institute of Technology (en). Là, il intègre à partir de 2009 l'académie du Munster Rugby. Il représente alors l'équipe scolaire du Munster, mais aussi l'équipe d'Irlande des moins de 18 ans, et l'équipe réserve du Munster.
En club, il rejoint en 2011 le Dolphin RFC. Mais au terme de la saison 2011-2012, son contrat avec l'académie du Munster expire. Non conservé pour évoluer dans l'équipe première, il décide d'emménager aux États-Unis. Il emménage avec sa femme à Boston, et rejoint le Boston RFC. Deux jours après son arrivée, il est contacté par la fédération américaine. Il est invité à participer à un camp d'entraînement avec la sélection nationale, puis est intégré à l'équipe pour disputer les tests matchs de fin d'année 2012.
Il enchaîne alors les allers-retours avec les États-Unis, retournant jouer pour le Dolphin RFC et la réserve du Munster en Irlande. Il représente aussi la réserve des London Irish, avant de rejoindre en 2014, en cours de saison, le London Welsh RFC. Il aide alors le club à obtenir sa promotion en Premiership.
Non retenu pour évoluer en Premiership, il retourne aux États-Unis et rejoint le New York AC en 2015. En fin d'année, il est dans l'effectif qui prend part à la coupe du monde. Il prend part à trois rencontres, et est notamment titularisé face à l'Afrique du Sud.
En 2016, le PRO Rugby, une ligue professionnelle, voit le jour. Il signe alors un contrat en faveur de l'Express de Sacramento. L'aventure ne dure néanmoins qu'une saison, et il part s'installer à Denver. Il rejoint ainsi les Glendale Merlins (en). En 2018, il signe aux Raptors du Colorado en Major League Rugby. En parallèle, il travaille dans la boulangerie familiale de Denver. Issu d'une longue famille de boulanger, il souhaite être la 5e génération de boulanger dans sa famille.
En 2017 et 2018, il a l'occasion d'affronter l'Irlande à deux reprises, où il a notamment jouer contre Niall Scannell, ancien partenaire chez le Dolphin.
En 2019, il rejoint le Rugby United New York, avec qui il joue 12 rencontres. En fin d'année, il participe à la coupe du monde, sa deuxième. Titulaire face à l'Angleterre, il écope d'un carton rouge lors du match pour une charge à l'épaule contre la tête d'Owen Farrell. Il écope d'une suspension initiale de 6 semaines, ramenée à 3 semaines. Cela signe néanmoins la fin de sa participation à la coupe du monde.
Après le mondial, il annonce mettre un terme à sa carrière internationale. Il rentre alors s'installer à Youghal, où il rejoint la boulangerie familiale.

## Statistiques

### En sélection
| Année | Compétition                       | Matchs | Points | Essais | Transf. | Drops | Pénal. |
| ----- | --------------------------------- | ------ | ------ | ------ | ------- | ----- | ------ |
| 2012  | Test                              | 3      | -      | -      | -       | -     | -      |
| 2013  | Pacific Nations Cup               | 3      | -      | -      | -       | -     | -      |
| 2013  | Test                              | 1      | -      | -      | -       | -     | -      |
| 2014  | Test                              | 3      | 5      | 1      | -       | -     | -      |
| 2015  | Pacific Nations Cup               | 2      | -      | -      | -       | -     | -      |
| 2015  | Test                              | 2      | -      | -      | -       | -     | -      |
| 2015  | Coupe du monde                    | 3      | -      | -      | -       | -     | -      |
| 2017  | ARC                               | 3      | 5      | 1      | -       | -     | -      |
| 2017  | Tests                             | 3      | 5      | 1      | -       | -     | -      |
| 2017  | Qualification à la coupe du monde | 2      | -      | -      | -       | -     | -      |
| 2018  | Tests                             | 4      | 5      | 1      | -       | -     | -      |
| 2019  | ARC                               | 4      | 5      | 1      | -       | -     | -      |
| 2019  | Pacific Nations Cup               | 2      | -      | -      | -       | -     | -      |
| 2019  | Test                              | 1      | -      | -      | -       | -     | -      |
| 2019  | Coupe du monde                    | 1      | -      | -      | -       | -     | -      |
| Total | Total                             | 37     | 25     | 5      | -       | -     | -      |

| Essai | Adversaire | Lieu                                      | Compétition | Date             | Résultat | Score |
| ----- | ---------- | ----------------------------------------- | ----------- | ---------------- | -------- | ----- |
| 1     | Tonga      | Kingsholm Stadium, Gloucester             | Test        | 15 novembre 2014 | Défaite  | 40-12 |
| 1     | Canada     | Stade Swangard, Burnaby                   | ARC         | 18 février 2017  | Victoire | 34-51 |
| 1     | Irlande    | Red Bull Arena, Harrison                  | Test        | 10 juin 2017     | Défaite  | 19-55 |
| 1     | Russie     | Dick's Sporting Goods Park, Commerce City | Test        | 9 juin 2018      | Victoire | 62-13 |
| 1     | Brésil     | Dell Diamond, Round Rock                  | ARC         | 23 février 2019  | Victoire | 33-28 |